# Wally Wolf
Wallace Perry Wolf, detto Wally (Los Angeles, 2 ottobre 1930 – Santa Ynez, 12 marzo 1997), è stato un nuotatore e pallanuotista statunitense.

## Carriera
Assieme ai compagni Walter Ris, James McLane e William Smith ha vinto la staffetta 4x200m misti ai giochi di Londra 1948 facendo anche segnare il nuovo primato mondiale (8'46"0).
Ha disputato come pallanuotista i Giochi di Melbourne 1956 e di Roma 1960, ed ha vinto 1 argento ai Giochi Panamericani 1955

## Palmarès
- Giochi olimpici

Tokyo 1948: oro nella 4x200m stile libero.
- Giochi Panamericani

Città del Messico 1955: pallanuoto